# MAN SL 200

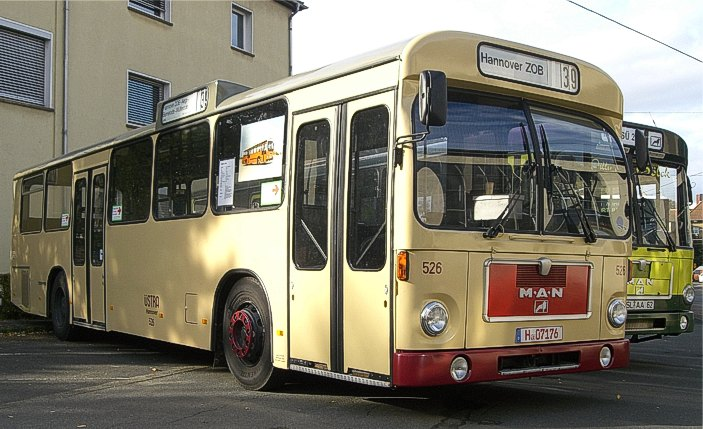
MAN SL 200 (І генерації) з уніфікованою передньою частиною VÖV-Front, відповідно до вимог «Асоціації служб громадського транспорту» (Verband Öffentlicher Verkehrsbetriebe)

MAN SL 200 — міський автобус зі стандартним рівнем підлоги (нім. Standard-Linienbus) категорії M3, клас I, що його виробляла компанія MAN Truck & Bus AG починаючи з 1973 року, і який замінив свого попередника «MAN SL 192».
У 1986 році на зміну «MAN SL 200» прийшов його наступник «MAN SL 202».

## Двигуни
Різні модифікації автобусів цієї серії обладнували дизельними двигунами MAN D 2566 UH або MAN D 2566 MUH.

## Трансмісія
Усі версії автобуса «MAN SL 200» були двовісними із приводом на колеса задньої осі. Автобуси могли мати як механічну, так і автоматичну гідромеханічну трансмісію. Основні коробки передач:
- Voith DIWA 851
- Voith DIWA 851.2
- Renk Doromat 872A
- Renk Doromat 873A
- Renk Doromat 874A
- ZF 4HP500

## Гальмівні системи

### Робоча
Гальмівні механізми коліс передньої та задньої осей — барабанні, обладнані механізмами компенсації зазорів між гальмовими колодками й барабанами у процесі зношування накладок з автоматичним регулюванням.
Привод — пневматичний, двоконтурний, з розподіленням контурів «по осях».

### Запасна
Функції запасної гальмівної системи можуть виконувати будь-який із незалежних контурів робочої гальмівної системи. Разом із цим, як запасну, можна застосовувати і стоянкову гальмівну систему.

### Стоянкова
Стоянкова гальмівна система приводить у дію гальмівні механізми коліс задньої осі за допомогою пружинних енергоакумуляторів, які приводяться в дію за допомогою пневматичного привода.

### Допоміжна
Залежно від типу трансмісії:
- в автобусів із механічною трансмісією — моторне гальмо із пневматичним приводом.
- в автобусів із гідромеханічною трансмісією — вмонтований гідравлічний сповільнювач.

## Автобуси з електроприводом
У 1975 році розпочато виробництво автобусів з електричним приводом, які отримали позначення «SL - E». Тягові батареї розташовувалися на одновісному причепі, який транспортувався безпосередньо автобусом. Загалом, до 1981 року було виготовлено 22 таких транспортних засоби для Рейнської залізниці.
1984 року на базі «MAN SL 200» був виготовлений демонстраційний зразок тролейбуса. Окрім електричного привода потужністю 180 кВт, тролейбус оснащено і дизельним двигуном, а тому його умовно можна вважати прототипом перших гібридних автобусів MAN.